# ويليام غيتس
ويليام غيتس (بالإنجليزية: William Gates)‏ هو عسكري أمريكي، ولد في 6 أبريل 1788 في غلوستر في الولايات المتحدة، وتوفي في 7 أكتوبر 1868 في نيويورك في الولايات المتحدة.